# Milton Céliz
Milton Aaron Céliz (Gregorio de Laferrère, 25 luglio 1992) è un calciatore argentino, attaccante del Dep. Riestra.

## Caratteristiche tecniche
È un centravanti.

## Carriera
Cresciuto nel settore giovanile dell'Arsenal Sarandí, ha esordito in prima squadra il 30 settembre 2012 disputando l'incontro di Primera División perso 4-0 contro il River Plate.

## Palmarès
- Supercopa Argentina: 1

Arsenal: 2012
- Copa Argentina: 1

Arsenal: 2012-2013